# Gebel el-Silsila

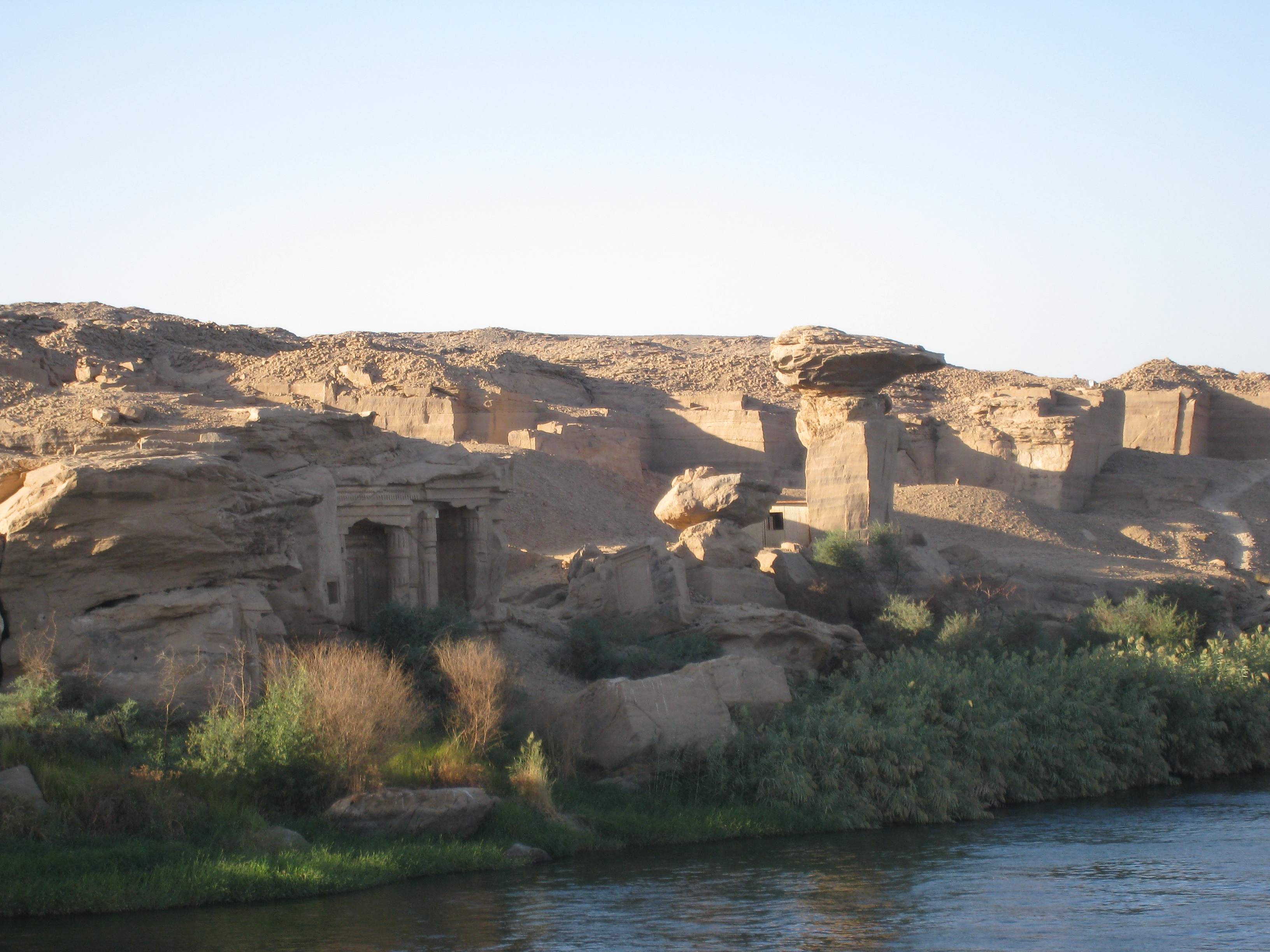
Widok z Nilu na ruiny jednej ze świątyń Gebel el-Silsila

Gebel el-Silsila – stanowisko archeologiczne położone 65 km na północ od Asuanu. Znajdują się tu ruiny świątyń poświęconych faraonom Horemhebowi, Setiemu I, Ramzesowi II i Merenptahowi.
Znajdowały się tu również największe kamieniołomy piaskowca eksploatowane w okresie od Średniego Państwa do okresu rzymskiego.